# Pancheria elegans
Pancheria elegans är en tvåhjärtbladig växtart som beskrevs av Brongn. & Gris.. Pancheria elegans ingår i släktet Pancheria och familjen Cunoniaceae. Inga underarter finns listade i Catalogue of Life.